# Грабе, Иоганн Эрнст
Иоганн Эрнст Грабе (нем. Johannes Ernst Grabe, лат. Ioannes Ernestus Grabe), он же Джон Эрнест Грейб (англ. John Ernest Grabe; 10 июля 1666, Кёнигсберг, княжество Бранденбург-Пруссия — 3 ноября 1711, Оксфорд, королевство Англия) — протестантский пастор и теолог, отказался от лютеранства и перешёл в англиканство.

## Биография
Родился 10 июля 1666 года в Кёнигсберге в семье лютеранского теолога — профессора Сильвестра Грабе и Софии, урождённой Бем, дочери лютеранского теолога и профессора Михаэля Бема. Он приходился старшим братом библиотекарю Сильвестру Грабе-младшему. Начальное образование получил у родителей в Кёнигсберге. Позднее, вслед за отцом, которого перевели по службе в Померанию, туда переехала вся семья. Грабе рано освоил латынь, которой владел на уровне родного языка. В Померании его образование было доверено дяде по материнской линии Михаэлю Бему-младшему. В 1682 году он поступил в Кёнигсбергский университет, в котором в течение трёх лет изучал философию и историю. В 1675 году защитил степень магистра был принят на место преподавателя истории и риторики в альма-матер. Позднее он также изучил теологию и экзегетику и читал лекции по теологии.
После смерти отца в 1686 году, Грабе отправился в учебную поездку и посетил несколько германских университетов, как это было принято в то время среди немецких ученых. По возвращении в 1687 году он прочитал курс лекций по истории церкви. Преподавательская и научная деятельность Грабе заслужила ему уважение среди коллег. Учёному предложили занять место профессора теологии в Кёнигсбергском университете, но он отказался. У Грабе возникли сомнения относительно ортодоксии лютеранства. В то время в Кёнигсберге, экуменические усилия теолога Георга Каликста, привели к спорам среди протестантов, из-за чего часть исповедовавших лютеранство встали на позиции пиетизма, а некоторые даже перешли в католицизм. Сам Грабе подвергся преследованию из-за подозрений в симпатиях к католическому вероучению.
Критику лютеранства Грабе начал с критики самого культа. Он считал ошибочным отсутствие у лютеран действительного священства с апостольским посвящением и жертвоприношения в причастии. Когда в 1694 году теолог и профессор Иоганн Филипп Пфайффер, вместе с друзьями и учениками, перешел в католицизм, синкретизм в Кёнигсберге достиг своего апогея. Это подвигло Грабе написать послание, адресованное консистории под названием «Сомнительное». В нём он обвинил Мартина Лютера в пятикратной ереси и в том, что тот отклонился от ортодоксии. В результате Грабе был ненадолго задержан в Пиллау, а затем переведён под домашний арест в Кёнигсберг.

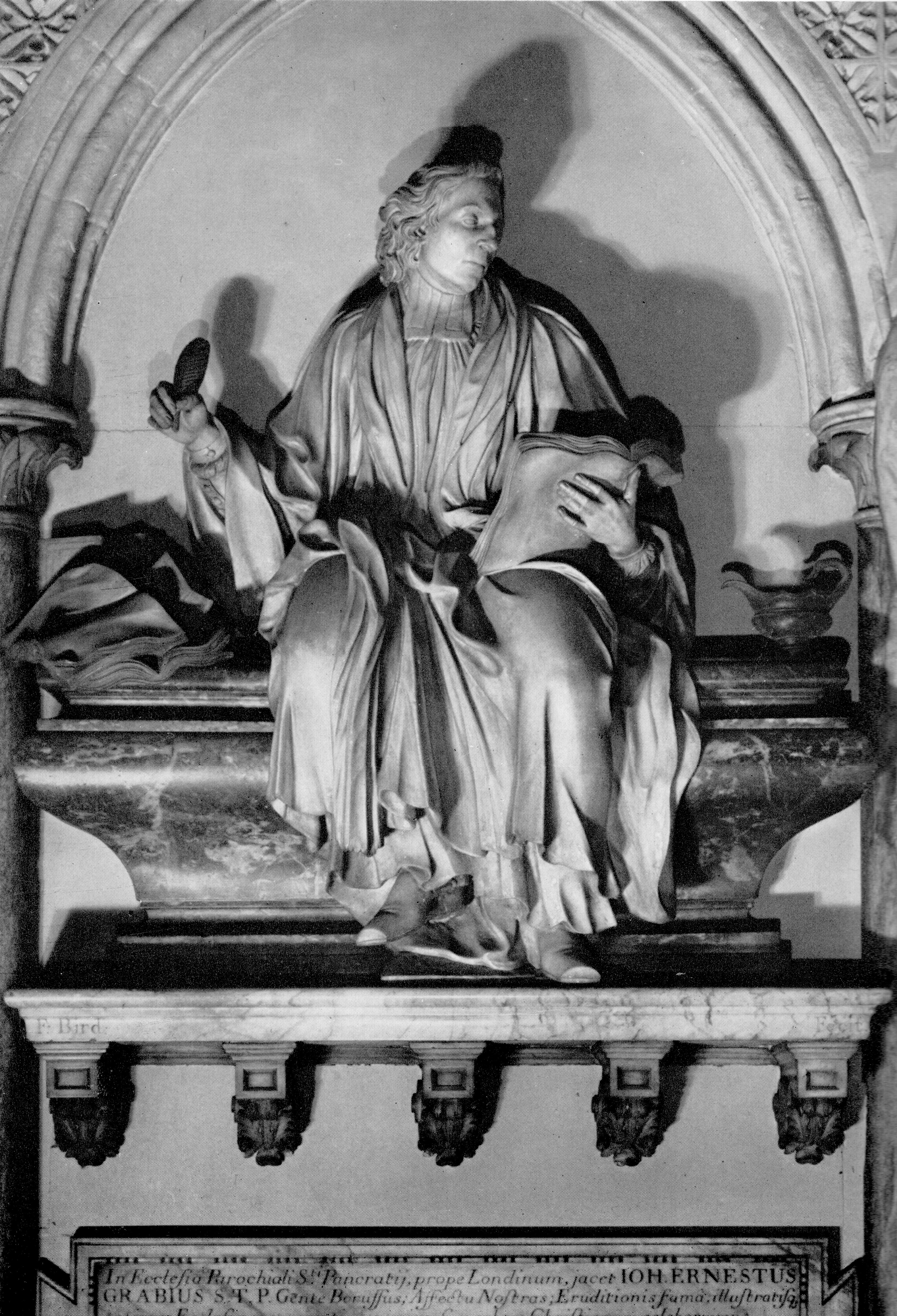
Памятник в Вестминстерском аббатстве работы Берд, Фрэнсис

В мае 1695 года он окончательно отошёл от лютеранства. По делу Грабе курфюрст назначил трёх оппонентов, которым было поручено дать ответ на его послание. Одним из них был пиетист Филипп Якоб Шпенер. Двумя другими экспертами были протестантские теологи Иоганн Вильгельм Байер и Бернхард фон Занден. Последнему Грабе ответил в 1696 году посланием «Жертвенное спасение против Зандена». Отправив послание, он отправился в Вену, где думал перейти в католичество, но по совету Филиппа Якоба Шпенера, принял окончательное решение перейти в англиканство. Несколько прусских университетов предложили Грабе место преподавателя, но все эти предложения были им отвергнуты.
В 1697 году он эмигрировал в Англию, по пути в которую встретился в Берлине с Филиппом Якобом Шпенером. Грабе перешёл в англиканство и был рукоположен в священники. От королевы Анны, вместе с королевской пенсией, он получил много подарков. Однако, Грабе никогда не исполнял священнического служения, потому что он не мог согласиться с англиканской доктриной причастия. Следующие четырнадцать лет он провел в качестве частного ученого в Оксфорде, большое внимание уделяя исследованиям в области патристики и септуагинты. Им были написаны несколько интересных сочинений, среди которых самым важным было признано новое издание Септуагинты, основанное на Александрийском кодексе. Работа состояла из четырех частей, все, кроме первой, были опубликованы после смерти автора. Грабе заложил основы для исследования Септуагинты, чем позднее воспользовался Поль де Лагард. В целом он включил в текст около двух тысяч тщательно помеченных исправлений. Эта работа принесла ученому всемирное признание. Прусский король Фридрих I прислал за неё автору подарок. Несмотря на эмиграцию, Грабе никогда не забывал свою родину и стремился продвигать англиканство в Пруссии.
В 1706 году за заслуги он получил степень почетного доктора теологии от Оксфордского университета. По свидетельству современников, Грабе был благочестивым и скромным, так, что некоторые даже считали его за блаженного. У него было плохое здоровье, что стало причиной его смерти 13 ноября 1711 года в Оксфорде. Он был похоронен на кладбище Сент-Панкрас в Лондоне. В 1726 году в Вестминстерском аббатстве ему поставили памятник.

## Сочинения
- Animadversiones historicae in controversias Bellarmini (1692)
- Abgenötigte Ehrenrettung (1696)
- Specilegium patrum et haereticorum saeculi I-III p. Chr. (1698)
- Justins Apologie (1700)
- Irenäus, Contra haereses libri V (1702)
- Septuaginta (1707, 1719, 1720, 1729)
- Liturgia graeca (1715)